# Oran (Name)
Oran ist ein männlicher Vorname und Familienname.

## Herkunft und Bedeutung
Der Name Oran leitet sich einerseits vom irischen Odhrán ab, welches wiederum von odhar, „fahl“, „braun“ abstammt. Andererseits ist Oran ein türkischer männlicher Vorname und Familienname mit der Bedeutung „Ausmaß, Verhältnis, Proportion“. Eine weibliche Form zum irischstämmigen Vornamen ist Oranna.

## Namensträger

### Vorname
- Oran (Heiliger), irischer Heiliger im 6. Jahrhundert

- Oran Coltrane (* 1967), US-amerikanischer Jazz- und Popmusiker
- Oran „Juice“ Jones (* 1957), US-amerikanischer R&B-Sänger
- Oran Kearney (* 1978), nordirischer Fußballspieler und -trainer
- Oran Thaddeus Page (1908–1954), US-amerikanischer Jazztrompeter
- Oran Pape (1904–1936), US-amerikanischer American-Football-Spieler, Polizist
- Oran M. Roberts (1815–1898), Gouverneur von Texas

### Familienname
- Ahmet Oran (* 1957), türkisch-österreichischer Maler
- Baskın Oran (* 1945), türkischer Politologe
- María Orán (1943–2018), spanische Sängerin und Gesangspädagogin
- Umut Oran (* 1962), türkischer Unternehmer und Politiker